# هتلى
هَتْلَى (الاسم العلمي: Abolboda)، جنس نباتات جذمورية مُزهرة وبرية وزراعية وتزيينية. تقليديا وفي الوقت الحاضر (نظام Kubitzki و APG IV) خُصصت لفصيلة الزيرونية. موطنها الأصلي أمريكا الجنوبية وجزيرة ترينيداد، بشكل عام توجد في مستنقعات السافانا.